# Расулов, Парвиз Гачай оглы
Парвиз Гачай оглы Расулов (азерб. Rəsulov Pərviz Qaçay oğlu, род. 22 января 1994 года, Баку, Азербайджан) — азербайджанский волейболист, связующий команды «Губадлы» а также юношеской (U-20) и национальной сборной Азербайджана.  

## Биография
Парвиз Расулов начинал заниматься волейболом в возрасте 14 лет, в волейбольном клубе «Азери», под руководством бывшего главного тренера сборной Азербайджана Октая Мусаева. С 2011 года является студентом факультета международных отношений и регионоведения Азербайджанского Университета Языков. 

## Клубная карьера
- 2007 — 2009 - «Азери» Баку
- 2009 — 2010 — «Сархадчи» Баку
- 2013 — н.в. - «Губадлы»

С 2013 года выступает в команде «Губадлы», которая ведет борьбу в чемпионате Азербайджана в зоне VII, наряду с представителями команд из городов Гусар, Губа, Хачмаз, Сиазань, Шабран, Хызы, Губадлы, Шуша и Абшерон.

## Сборная Азербайджана
С 2009 года является одним из основных игроков юношеской (U-20), а с 2011 года национальной сборных Азербайджана по волейболу. В юношеской сборной выступает под №4, в национальной команде под №6.

## Интересные факты
В 2010 году принимал участие в составе юношеской сборной Азербайджана (1993/1994 годов рождения) в отборочных играх Чемпионата Европы в Латвии.